# Ein Wink des Himmels
Ein Wink des Himmels (US-Titel: Home of the Brave (Staffel 1), später Promised Land) ist eine amerikanische Fernsehserie, die in den Jahren 1996 bis 1999 in 3 Staffeln produziert wurde. Sie ist ein Spin-off der TV-Serie Ein Hauch von Himmel, zu welcher auch die Einleitungsfolge gehört. Insgesamt entstanden 69 Episoden und vier Crossover-Episoden mit Ein Hauch von Himmel. Ein weiteres Crossover existiert mit der Serie Diagnose: Mord.

## Handlung
Russell Greene verliert seinen Job als Bauarbeiter und bald darauf auch sein Haus. Er muss mit seiner Frau Claire und seinen beiden Kindern Josh und Dinah sowie seinem Neffen Nathaniel in einen Wohnwagen einziehen. Auch Russells Mutter Hattie schließt sich der Familie an. Gemeinsam beschließen sie, mit all ihrer Habe Amerika kennenzulernen. Auch möchte Russell seinen Glauben und seine Spiritualität vertiefen, nachdem er Kontakt mit dem Engel Tess hatte. (Crossover zu Ein Hauch von Himmel)

## Hintergrund
Die Serie, von Martha Williamson ins Leben gerufen, war zu Beginn ein Erfolg, doch später schwand die Begeisterung der US-Fernsehzuschauer. Der Erfolg von Ein Hauch von Himmel konnte nicht auf den Ableger übertragen werden, weswegen er nach nur drei Staffeln eingestellt wurde.
Bereits in der ersten Folge der zweiten Staffel von Ein Hauch von Himmel hatte Gerald McRaney einen Gastauftritt, jedoch nicht als Russell Greene.
Wendy Phillips ist bereits in der ersten Folge der ersten Staffel in einer Nebenrolle zu sehen, auch sie stellt zu dem Zeitpunkt noch nicht ihre Rolle als Claire Green dar.

## Synchronisation
| Rolle            | Schauspieler   | Synchronsprecher   |
| ---------------- | -------------- | ------------------ |
| Russell Greene   | Gerald McRaney | Henry König-Abel   |
| Claire Greene    | Wendy Phillips | Isabella Grothe    |
| Josh Greene      | Austin O’Brien | Tim Knauer         |
| Dinah Greene     | Sarah Schaub   | Christine Pappert  |
| Nathaniel Greene | Eddie Kerr     | Ivo Möller         |
| Hattie Greene    | Celeste Holm   | Marianne Bernhardt |
| Joe Greene       | Richard Thomas | Benjamin Völz      |

## Die Episoden

### Staffel 1
| Folge # | Deutscher Titel             | Originaltitel            | Erstausstrahlung (EN) | Erstausstrahlung (DE) | Regie              |
| ------- | --------------------------- | ------------------------ | --------------------- | --------------------- | ------------------ |
|         | Ein neuer Anfang            | Promised Land            | 15. September 1996    |                       | Michael Schultz    |
| 01      | Ein echter Held             | The Motel                | 24. September 1996    |                       | Victor Lobl        |
| 02      | Alien-Party                 | A Leap Of Faith          | 29. Oktober 1996      |                       | Michael Schultz    |
| 03      | Verlorener Sohn             | The Expatriate           | 17. September 1996    |                       | Victor Lobl        |
| 04      | Das Wunderkind              | The Prodigy              | 24. September 1996    |                       | Gene Reynolds      |
| 05      | Der Schatz der Erinnerungen | The Hostage              | 10. Oktober 1996      |                       | Victor Lobl        |
| 06      | Das magische Tor            | The Magic Gate           | 15. Oktober 1996      |                       | Burt Brinckerhoff  |
| 07      | Schatzsuche                 | Little Girl Lost         | 12. November 1996     |                       | Vincent McEveety   |
| 08      | Das Geheimnis               | The Secret               | 19. November 1996     |                       | Gene Reynolds      |
|         | Julias Chance – Teil 1      | The Homecoming – Part I  | 24. November 1996     |                       | Peter H. Hunt      |
| 09      | Julias Chance – Teil 2      | The Homecoming – Part II | 25. November 1996     |                       | Timothy Van Patten |
| 10      | Zigeunerliebe               | King Of The Road         | 3. Dezember 1996      |                       | Jim Johnston       |
| 11      | Rettung in letzter Not      | Christmas                | 17. Dezember 1996     |                       | Michael Rhodes     |
| 12      | Späte Gerechtigkeit         | The Getaway              | 7. Januar 1997        |                       | Stuart Margolin    |
| 13      | Onkel Bob                   | Independence Day         | 14. Januar 1997       |                       | Burt Brinckerhoff  |
| 14      | Schwere Zeiten              | Mirror Image             | 21. Januar 1997       |                       | Stuart Margolin    |
| 15      | Rettung aus der Tiefe       | The Collapse             | 11. Februar 1997      |                       | Jim Johnston       |
| 16      | Das Lumpenkind              | Running Scared           | 4. Februar 1997       |                       | Burt Brinckerhoff  |
|         | Mit anderen Augen – Teil 1  | Amazing Grace – Part I   | 23. Februar 1997      |                       | Victor Lobl        |
| 17      | Mit anderen Augen – Teil 2  | Amazing Grace – Part II  | 25. Februar 1997      |                       | Victor Lobl        |
| 18      | Abgeschoben                 | Downsized                | 3. März 1997          |                       | Michael Schultz    |
| 19      | Der Medizinmann             | Outrage                  | 18. März 1997         |                       | Michael Rhodes     |
| 20      | Brüder im Geiste            | Intolerance              | 5. April 1997         |                       | Victor Lobl        |
| 21      | Rauhe Schale                | Cowboy Blues             | 29. April 1997        |                       | Alan J. Levi       |
| 22      | Böse Ahnungen               | Civil Wars               | 6. Mai 1997           |                       | Larry Lipton       |
| 23      | Verlorenes Zuhause – Teil 1 | Stealing Hope – Part I   | 13. Mai 1997          |                       | Burt Brinckerhoff  |
| 24      | Verlorenes Zuhause – Teil 2 | Stealing Hope – Part II  | 20. Mai 1997          |                       | Burt Brinckerhoff  |

### Staffel 2
| Folge # | Deutscher Titel              | Originaltitel                           | Erstausstrahlung (EN) | Erstausstrahlung (DE) | Regie                   |
| ------- | ---------------------------- | --------------------------------------- | --------------------- | --------------------- | ----------------------- |
|         | Joe kehrt zurück – Teil 1    | Joe’s Return – Part I                   | 21. September 1997    |                       | Timothy Van Patten      |
| 25      | Joe kehrt zurück – Teil 2    | The Road Home – Part II                 | 21. September 1997    |                       | Timothy Van Patten      |
| 26      | Das Versprechen              | The Promise                             | 2. Oktober 1997       |                       | Michael Schultz         |
| 27      | Ein spätes Ereignis          | Par For The Course                      | 9. Oktober 1997       |                       | Vincent McEveety        |
| 28      | Flugzeuge im Bauch           | Crushed                                 | 16. Oktober 1997      |                       | Gene Reynolds           |
| 29      | Das Klavier                  | Mooster’s Revenge                       | 23. Oktober 1997      |                       | Jim Johnston            |
| 30      | Eine Frage des Glaubens      | St. Russell                             | 30. Oktober 1997      |                       | Burt Brinckerhoff       |
| 31      | Der Überfall                 | Take Back The Night                     | 6. November 1997      |                       | Jim Johnston            |
| 32      | Gefährlicher Ehrgeiz         | Mr. Muscles                             | 13. November 1997     |                       | Vincent McEveety        |
| 33      | Wie gewonnen, so zeronnen    | The Winner                              | 20. November 1997     |                       | Terrence O’Hara         |
| 34      | Nie mehr allein              | To Everything A Season                  | 27. November 1997     |                       | Gene Reynolds           |
| 35      | Lebenslüge                   | Bookworm                                | 11. Dezember 1997     |                       | Sandor Stern            |
| 36      | Der letzte Vorhang           | Recycled                                | 8. Januar 1998        |                       | Terrence O’Hara         |
| 37      | Auf der Flucht               | Mirror Family                           | 15. Januar 1998       |                       | Stuart Margolin         |
| 38      | Auf Ehre und Vaterland       | Purple Heart                            | 29. Januar 1998       |                       | Alan J. Levi            |
| 39      | Der Teufel in der Flasche    | Designated Driver                       | 5. Februar 1998       |                       | Stuart Margolin         |
| 40      | Der Überraschungsgast        | Two For The Road                        | 26. Februar 1998      |                       | Alan J. Levi            |
| 41      | Traumfänger                  | The Secret Of Bluestem                  | 5. März 1998          |                       | Sandor Stern            |
| 42      | Doppelter Einsatz            | Undercover Granny                       | 26. März 1998         |                       | Timothy Van Patten      |
| 43      | Ehrlich währt am längsten    | On My Honor                             | 2. April 1998         |                       | Larry Lipton            |
| 44      | Im Dienste der Sicherheit    | Total Security                          | 23. April 1998        |                       | Robert J. Visciglia Jr. |
|         | Das falsche Opfer            | Promises to Keep                        | 23. April 1998        |                       | ?                       |
| 45      | Der Amokläufer               | When Darkness Falls                     | 30. April 1998        |                       | Timothy Van Patten      |
| 46      | Hinter dem Horizont – Teil 1 | A Hand Up Is Never A Hand Out – Part I  | 7. Mai 1998           |                       | Victor Lobl             |
| 47      | Hinter dem Horizont – Teil 2 | A Hand Up Is Never A Hand Out – Part II | 14. Mai 1998          |                       | Victor Lobl             |

### Staffel 3
| Folge # | Deutscher Titel           | Originaltitel               | Erstausstrahlung (EN) | Erstausstrahlung (DE) | Regie                   |
| ------- | ------------------------- | --------------------------- | --------------------- | --------------------- | ----------------------- |
|         | Verlorene Seelen – Teil 1 | Venegance Is Mine – Part I  | 27. September 1998    |                       | Victor Lobl             |
| 48      | Verlorene Seelen – Teil 2 | Venegance Is Mine – Part II | 1. Oktober 1998       |                       | Victor Lobl             |
| 49      | Coming Out                | Balancing Act               | 8. Oktober 1998       |                       | Terrence O’Hara         |
| 50      | Falscher Schein           | Restoration                 | 15. Oktober 1998      |                       | Sandor Stern            |
| 51      | Flammen des Zorns         | Baptism Of Fire             | 22. Oktober 1998      |                       | Stuart Margolin         |
| 52      | Liebeskummer              | Chasin’ The Blues           | 29. Oktober 1998      |                       | Terrence O’Hara         |
| 53      | Denver sehen und erleben  | Denver: Welcome Home        | 5. November 1998      |                       | Victor Lobl             |
| 54      | Die Ausreisser            | Anywhere But There          | 12. November 1998     |                       | Alan J. Levi            |
| 55      | …Vater sein dagegen sehr  | And A Baby Makes Three      | 19. November 1998     |                       | Martha Mitchell         |
| 56      | Keine Macht den Drogen    | Out Of Bounds               | 3. Dezember 1998      |                       | Sandor Stern            |
| 57      | Im Namen des Volkes       | Jury Duty                   | 25. März 1999         |                       | Terrence O’Hara         |
| 58      | Der Besucher              | The Visitor                 | 7. Januar 1999        |                       | Victor Lobl             |
| 59      | Verletzte Herzen          | Wounded Hearts              | 14. Januar 1999       |                       | Alan J. Levi            |
| 60      | Familienbande             | It’s All In The Family      | 14. Januar 1999       |                       | Stuart Margolin         |
| 61      | Falsche Liebe             | Under Cover                 | 25. März 1999         |                       | Victor Lobl             |
| 62      | Undank                    | In The Money                | 1. April 1999         |                       | Stuart Margolin         |
| 63      | Jagd nach dem Glück       | Pursuit Of Happiness        | 8. April 1999         |                       | Victor Lobl             |
| 64      | Ein falsches Wort         | What’s In A Word            | 15. April 1999        |                       | Martha Mitchell         |
| 65      | Bandenkrieg               | A Day In The Life           | *                     |                       | Victor Lobl             |
| 66      | Nackte Gewalt             | Leaving The Life            | 29. April 1999        |                       | Robert J. Visciglia Jr. |
| 67      | Gegen den Strom           | Baby Steps                  | 6. Mai 1999           |                       | Larry Lipton            |
| 68      | Dunkle Täler              | Darkness Visible            | 13. Mai 1999          |                       | Stuart Margolin         |
| 69      | Das höchste Gut auf Erden | Finale                      | 20. Mai 1999          |                       | Peter H. Hunt           |

- *) Die 70. Episode „Bandenkrieg“ wurde nie in den USA ausgestrahlt, da sie Parallelen zum Schulmassaker an der Columbine High School in Littleton hatte. Im deutschen TV hingegen konnte man diese Episode sehen.